# Actaea brachycarpa
Actaea brachycarpa är en ranunkelväxtart som först beskrevs av Hsiao, och fick sitt nu gällande namn av J. Compton. Actaea brachycarpa ingår i släktet trolldruvor, och familjen ranunkelväxter. Inga underarter finns listade i Catalogue of Life.